# Regeringsformatie België 1985
Na de verkiezingen voor het federale parlement in België op 13 oktober 1985 ging de formatie van een nieuwe federale regering van start. De regeringspartijen van Martens V (CVP, PSC, PVV en PRL) hielden stand en vormden na 46 dagen de regering-Martens VI.

## Verloop van de formatie

### Aanloop naar de formatie
Bij de verkiezingen van 13 oktober 1985 hielden de meerderheidspartijen van de centrumrechtse regering-Martens V stand, hoewel deze regering de jaren voordien een strikt herstelbeleid had gevoerd. De Franstalige regeringspartijen, het christendemocratische PSC en het liberale PRL, gingen er licht op vooruit, terwijl de Vlaamse liberalen van PVV zes zetels verloren en de Vlaamse christendemocraten van CVP er evenveel wonnen. Meteen na de verkiezingen lieten deze vier partijen duidelijk verstaan dat ze samen wilden voortregeren.
Op maandag 14 oktober 1985 startte koning Boudewijn met zijn raadplegingen, die het pad voor de regeringsvorming moesten effenen. Tegen 16 oktober had de koning zijn consultatieronde afgerond, waarna uittredend premier Wilfried Martens meteen werd ontboden en tot formateur werd aangesteld.

### Formateur Wilfried Martens (16 oktober - 28 november 1985)

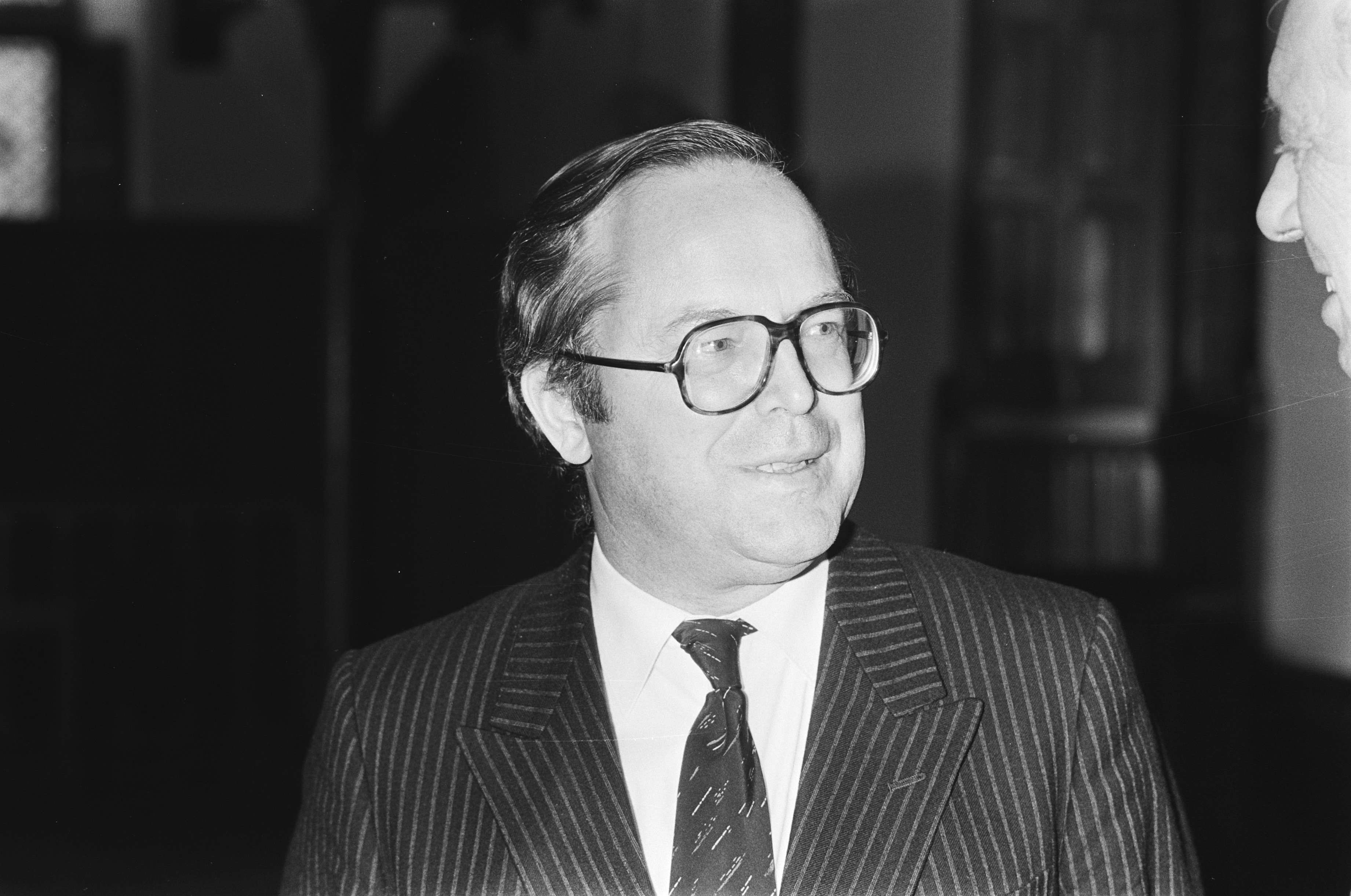
Wilfried Martens.

Verwacht werd dat de onderhandelingen, ondanks de duidelijke wil om te slagen, bij momenten tot grote spanningen zouden leiden. Zo verwachtte CVP dat er een aantal knelpunten zouden worden aangesneden. In de eerste plaats was er het communautair beladen onderwijsdossier, waarin discussie heerste over de toekenning van subsidies aan scholen. Ook zou er gediscussieerd worden over de financiering van de gewesten en gemeenschappen, de overdracht van bevoegdheden aan de regio's, de Voerkwestie en de problemen met de Limburgse mijnen en staalbedrijf Cockerill-Sambre. Bovendien moesten er beslissingen worden genomen om de concurrentiepositie van de Belgische economie te handhaven en moest de begroting van 1986 worden onderhandeld. Ook zou er gesproken worden over arbeidsduurverkorting en ten slotte moest de vraag beantwoord worden of er opnieuw volmachten nodig waren om gemakkelijker een herstelbeleid te kunnen voeren. PSC schoof als prioriteiten de begroting, de competitiviteit van de bedrijven en de verhoging van de productiviteit in de overheidssector naar voren. De liberalen ijverden dan weer voor verdere besparingen in het overheidsapparaat en de sociale zekerheid en pleitten voor een vermindering van de belastingen.
Op 17 en 18 oktober voerde formateur Martens zijn eerste gesprekken: hij ontving partijvoorzitters Frank Swaelen (CVP), Louis Michel (PRL), Guy Verhofstadt (PVV) en Gérard Deprez (PSC), de ontslagnemende vicepremiers Jean Gol (PRL), Frans Grootjans (PVV) en Charles-Ferdinand Nothomb (PSC) en minister Jean-Luc Dehaene (CVP). Ook gaf Martens aan dat dat de onderhandelingen over de inhoud van het regeerakkoord grondig zouden gebeuren, ook omdat het parlement nog niet meteen werd geïnstalleerd. Het doel was om eerst een sociaal-economisch akkoord te sluiten en daarna de overige thema's en de hete hangijzers aan te snijden.
Op maandag 21 oktober 1985 gingen de formatiegesprekken formeel van start, in het kasteel van Stuyvenberg. Iedere partij stuurde een delegatie van drie onderhandelaars: voor de CVP waren dat Frank Swaelen, Jean-Luc Dehaene en Herman Van Rompuy, voor de PSC Gérard Deprez, Charles-Ferdinand Nothomb en Philippe Maystadt, voor de PVV Guy Verhofstadt, Frans Grootjans en Herman De Croo en voor de PRL Louis Michel, Jean Gol en Robert Henrion. Op de eerste vergadering legde Martens zijn sociaal-economische voorstellen neer, waarin de competitiviteit en productiviteit van de economie, de overheidsfinanciën, werkgelegenheid en sociale zekerheid aan bod kwamen. Op 24 oktober werden gesprekken gevoerd over de opstelling van de begroting van 1986. De dag daarna kwam de sociale zekerheid aan bod, op 28 oktober gevolgd door het industrieel beleid. Op 30 oktober spraken de onderhandelaars over de competitiviteit van de bedrijven. Op 31 oktober werd aan de onderhandelingstafel een deelakkoord afgesloten in verband met het industrieel beleid, de competitiviteit van de bedrijven en de strijd tegen inflatie. Dezelfde dag kwamen de nieuw verkozen Kamer en Senaat voor het eerst samen.
In de week van 4 november 1985 werden door de vier partijen de begroting, het probleem van de jeugdwerkloosheid en de sociale zekerheid besproken en op 9 november werd een deelakkoord bereikt over de maatregelen betreffende de pensioenen en de kinderbijslag. Op 13 november 1985 werd dan weer overeenstemming bereikt over een algemene hervorming van de sociale zekerheid, het optrekken van de minimumuitkeringen en de invoering van pensioensparen. Op 14 november werden de hoofdstukken van de sociale zekerheid in tweede lezing goedgekeurd en op 15 november werden deelakkoorden gesloten op het vlak van energie, gezinsbeleid en fiscaliteit. Een dag later volgde een definitief akkoord over de fiscaliteit, waarbij beslist werd om de belastingen niet te verhogen. In de avond van 18 november begonnen de onderhandelaars met de laatste lezing van het sociaal-economische luik van het regeerprogramma. Op 19 november werd een definitief akkoord bereikt over het industriebeleid en de competitiviteit van de bedrijven. Dezelfde dag overhandigde Martens aan de voorzitters van de vier partijen een nota die handelde over de politieke problemen die nog besproken moesten worden, met name de hervorming van de staat, justitie en veiligheid, het onderwijs en het buitenlands beleid.
Op 22 november werd een definitief compromis bereikt over het sociaal-economisch beleid en de begroting, waarna de overige thema's die nog besproken moesten worden in nog geen 24 uur tijd werden afgehandeld. Enkel op het vlak van een nieuwe staatshervorming werden geen beslissingen genomen, de voorbereiding daarvan werd namelijk doorgeschoven naar een studiecentrum. Op 24 november vonden de partijcongressen plaats, waar de leden van CVP, PSC, PVV en PRL instemden met deelname aan de regering-Martens VI.
Vanaf 25 november bogen de vier partijen zich over de verdeling van de bevoegdheden binnen de nieuwe regering. In de ochtend van 28 november werd daar een definitief akkoord over bereikt. Enkele uren later legden de 15 ministers en 13 staatssecretarissen van de regering-Martens V de eed af in handen van de koning. Na de regeerverklaring van premier Martens gaf de Kamer op 6 december haar vertrouwen in de regering, op 10 december gevolgd door de Senaat.
1919 · 1920 · 1921 · 1923 · 1924 · 1925 · 1926 · 1927 · 1929 · 1931 · mei 1932 · okt. 1932 · dec. 1932 · jun. 1934 · nov. 1934 · 1935 · 1936 · 1937 · 1938 ·  feb. 1939 · apr. 1939 · 1940 · 1944 · 1945 · feb-mrt 1946 · jul-aug 1946 · 1947 · 1948 · 1949 · jun 1950 · aug 1950 · 1952 · 1954 · jun. 1958 · nov. 1958 · 1961 · 1965 · 1966 · 1968 · 1971/72  · 1972/73 · 1974 · 1977 · 1978 · 1978/79 · apr.-mei 1980 · okt. 1980 · apr. 1981 · nov.-dec. 1981 · 1985 · oktober 1987 · 1987/88 · 1991/92 · 1995 · 1999 · 2003 · 2007 · 2008 · 2010/11 · 2014 · 2019/20 · 2024/25